# Sethrida Geagea

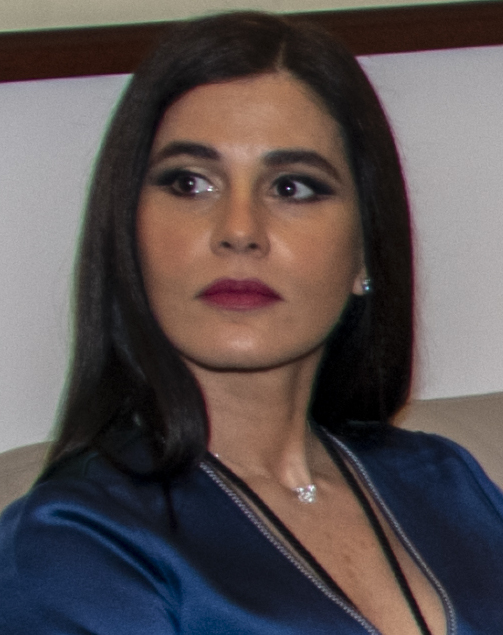
Sethrida Geagea (2019)

Sethrida Geagea (arabisch ستريدا جعجع, auch Sitrida oder Setrida geschrieben, * 15. Mai 1967 in Kumasi, Ghana als Sethrida Tawk) ist eine libanesische Politikerin der Forces Libanaises. Sie ist seit 2005 Mitglied der Abgeordnetenkammer des Libanon.
Sethrida Tawk (auch Taouk geschrieben) wurde in Ghana in eine bekannte maronitische Familie geboren, die in Westafrika Geschäftsbeziehungen unterhielt. Ihr Onkel Gibran Tawk war ein langjähriges Mitglied der libanesischen Nationalversammlung für den Wahlbezirk Bischarri. Sie wurde politisch aktiv, als sie an der Libanesisch-Amerikanischen Universität Politologie studierte. Dabei traf sie den Parteivorsitzenden und früheren Milizführer der Forces Libanaises (FL), Samir Geagea, den sie 1991 heiratete.
Sie war eine der wenigen Politiker, die öffentlich die Syrische Besetzung des Libanon kritisierte und führte die FL während der Inhaftierung Samir Geageas von 1994 bis 2005 als deren Interims-Vorsitzende.
Sethrida Geagea gewann bei der Wahl im Jahre 2005 den für Maroniten reservierten Sitz im Wahlbezirk Bischarri. Bei den Wahlen 2009 und 2018 wurde ihr Mandat bestätigt.